# Duncan U. Fletcher

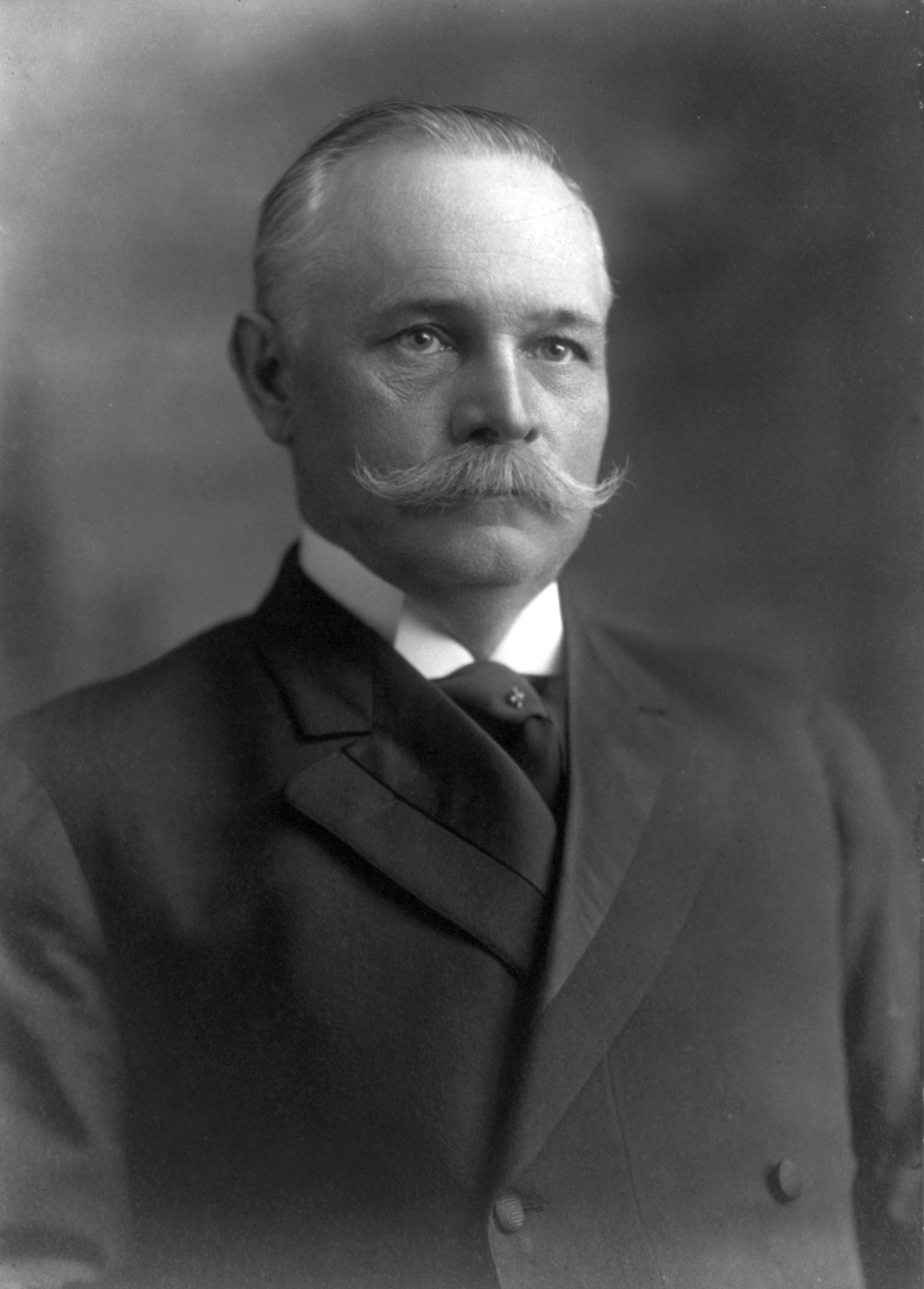
Duncan U. Fletcher

Duncan Upshaw Fletcher (* 6. Januar 1859 bei Americus, Georgia; † 17. Juni 1936 in Washington, D.C.) war ein US-amerikanischer Politiker (Demokratische Partei), der den Bundesstaat Florida im US-Senat vertrat.

## Aufstieg in Florida
Der im Sumter County geborene Duncan Fletcher war noch ein Säugling, als seine Eltern mit ihm 1860 in das Monroe County zogen. Er besuchte dort später die öffentlichen Schulen sowie das Gordon Institute in Barnesville. Im Jahr 1880 machte er seinen ersten Abschluss an der Vanderbilt University in Nashville; danach studierte er an derselben Universität die Rechtswissenschaften, wurde 1881 in die Anwaltskammer aufgenommen und begann daraufhin in Jacksonville (Florida) als Jurist zu praktizieren.
In seiner neuen Heimat gehörte Fletcher zu den Gründungsmitgliedern der örtlichen Anwaltsvereinigung und wurde deren erster Präsident. 1896 war er einer von drei Anwälten, die die Aufnahmeprüfung von James Weldon Johnson zur Anwaltskammer beaufsichtigten. Da ein Mitglied des Gremiums gegen Johnsons Aufnahme stimmte, sorgte Fletcher mit seinem Votum entscheidend dafür, dass Johnson als erster Afroamerikaner in die juristische Standesvereinigung des Staates einziehen konnte.
Bald begann Duncan Fletcher sich auch in der Lokalpolitik zu betätigen. Er wurde 1887 in den Stadtrat von Jacksonville gewählt und absolvierte zwischen 1893 und 1895 eine erste Amtszeit als Bürgermeister dieser Stadt; von 1901 bis 1903 übte er dieses Amt ein zweites Mal aus. Er saß außerdem 1893 im Repräsentantenhaus von Florida; ferner stand er von 1900 bis 1907 der Bildungsbehörde (Board of Public Instruction) im Duval County vor. Er war 1908 Präsident der Gulf Coast Inland Waterways Association und später der Mississippi to Atlantic Waterway Association. Später fungierte er noch als Kurator der Stetson University sowie der St. Luke's Hospital Association in Jacksonville. Außerdem war er Vizepräsident der Children’s Home Society of Florida und Ehrenpräsident des Southern Commercial Congress.

## US-Senator
1909 wurde Fletcher vom Staatsparlament Floridas in den Senat der Vereinigten Staaten gewählt, wo er sein Mandat am 4. März dieses Jahres antrat. In der Folge wurde er viermal als Senator bestätigt, bei seiner letzten Kandidatur 1932 sogar ohne Gegenkandidaten. Im Kongress bekleidete er zahlreiche hohe Ämter; unter anderem war er von 1916 bis 1919 Vorsitzender des Handelsausschusses, wobei er auch den Unterausschuss zur Untersuchung der Titanic-Katastrophe leitete. 1932 stand er dem Bankenausschuss vor, der die Ursachen des Wall Street Crash von 1929 zu ergründen suchte. Aus der Tätigkeit des Ausschusses heraus entwickelte sich ein Prozess zur Reform des amerikanischen Finanzsystems; unmittelbare Folgen waren zwei Aktiengesetze (der Securities Act von 1933 und der Securities Exchange Act von 1934) sowie die Gründung der Securities and Exchange Commission 1935.
Die Schaffung des Everglades-Nationalparks in Florida geht ebenfalls maßgeblich auf Fletcher zurück, der 1928 den entsprechenden Gesetzentwurf einbrachte; 1934 unterzeichnete US-Präsident Franklin D. Roosevelt das Gesetz. Am 17. Juni 1936, während seiner fünften Amtszeit, starb Duncan Fletcher in der Bundeshauptstadt Washington; er wurde in Jacksonvill beigesetzt. Bis heute ist er mit einer Amtsdauer von 27 Jahren der am längsten dem Senat angehörende Politiker aus Florida. Nach ihm wurden eine High School in Neptune Beach, eine Middle School in Jacksonville Beach und ein Gebäudekomplex an der University of Florida benannt. Des Weiteren verlieh ihm die University of Florida 1933 die Ehrendoktorwürde.